# Peep (álbum)
Peep es el primer álbum de estudio de la banda finlandesa The Rasmus (en aquel entonces conocidos simplemente como Rasmus), lanzado en 1996.
La banda conoció al productor y mánager Teja Kotilainen en 1995. Después firmaron un contrato con Warner Music Finland en febrero de 1996. El grupo lanzó su primer EP, llamado 1st, con Teja G. Records en diciembre de 1995; este EP contenía los temas Frog, Myself, Funky Jam y Rakkauslaulu.
El álbum salió primero a la venta en Finlandia, donde se convirtió en disco de oro. Después se lanzó en Rusia y Estonia, y subsecuentemente en el resto del mundo.

## Lista de canciones
1. Ghostbusters - 3:34
2. Postman - 2:38
3. Fool - 3:43
4. Shame - 3:30
5. P.S. - 2:56
6. Julen Är Här Igen - 3:30
7. Peep - 0:48
8. Frog - 2:32
9. Funky Jam - 2:12
10. Outflow - 2:50
11. Myself - 3:53
12. Life 705 - 5:09
13. Small - 6:22

## Sencillos
Los sencillos de Peep no se nombraron por las canciones que contenían. Los nombres fueron "1st", "2nd" y "3rd". De hecho "1st" es un EP, que contiene cuatro pistas (incluida una que no aparece en el álbum; Rakkasulaulu). El primer video musical de la banda fue hecho para el tema Funky Jam en el mismo año, 1996. 
- El primer sencillo del álbum, 1st, lanzado en 1995.
- 2nd fue el segundo sencillo del álbum, lanzado en 1996.
- 3rd fue el tercer y último sencillo del álbum, lanzado en 1996.

## Trivia
- El álbum contiene una pista oculta después de Small. Después de tres minutos se puede escuchar a un hombre diciendo algo en finlandés y a un niño diciendo "Hola".
- El título de la canción Julen Är Här Igen significa en sueco "La navidad está aquí de nuevo", aunque la canción no tiene nada que ver con la Navidad y está totalmente en inglés.
- P.S. está dedicada a la hermana mayor del vocalista Lauri Ylönen, Hanna.
- No todas las versiones de "Peep" contienen el tema "Los cazafantasmas"

## Créditos
The Rasmus
- Lauri Ylönen: Vocales
- Pauli Rantasalmi: Guitarra
- Eero Heinonen: Bajo
- Janne Heiskanen: Batería

Músicos adicionales
- Saxofón en Outflow por Timo Lavanko
- Saxofón en Postman y P.S. por Aleksi Ahoniemi
- Trompeta en P.S. por Jukka Tiirikainen

Personal adicional
- Producido por The Rasmus y Teja Kotilainen
- Grabado por Juha Heininen en Millbrook, Ilkka Herkman en H.I.P. Studio y Teja Kotilainen en Studio 303
- Mezclado por Juha Heininen en Millbrook y Jarno Patala at Studio 303
- Masterizado por Pauli Saastamoinen, Finnvox
- Fotografía por Dick Lindberg, Klikki